# Plantersville
Plantersville – miasto w Stanach Zjednoczonych, w stanie Missisipi, w hrabstwie Lee.